# تارالی
تارالی (انگلیسی: Taralli) نوعی نان و تنقلات است که در نیمه جنوبی شبه‌جزیره ایتالیا رایج است. نوعی تردک است که به چوب‌شور یا سوشکی شباهت دارد.
تارالی به خصوص در پولیا (Puglia)، بسیار محبوب است.
این نان حلقه‌ای‌شکل، بافتی ترد و طعمی ملایم دارد و معمولاً از آرد، روغن زیتون، شراب سفید و نمک تهیه می‌شود. البته تارالی در طعم‌ها و اندازه‌های مختلفی وجود دارد و ممکن است به آن ادویه‌هایی مانند فلفل سیاه، دانه‌های رازیانه، یا دانه‌های کنجد هم اضافه شود.
تارالی را می‌توان به عنوان میان‌وعده، پیش غذا یا همراه با نوشیدنی‌هایی مانند شراب سرو کرد. این نان به دلیل ماندگاری بالا، گزینهٔ مناسبی برای سفر و پیک‌نیک است. در برخی از مناطق ایتالیا، تارالی را در روغن زیتون سرخ می‌کنند تا تردتر شود.